# علیان (دامغان)
علیان نام روستای با پیشینه تاریخی حدوداً هشت هزار ساله در جنوب شهرستان دامغان از استان سمنان است.